# Aubenasson
Aubenasson est une commune française située dans le département de la Drôme, en région Auvergne-Rhône-Alpes.

## Géographie

### Localisation
Aubenasson est située à 13 km à l'est de Crest.

### Relief et géologie
Sites particuliers :
- Col de Siguret ;
- la Grand-Combe ;
- la Roche ;
- Pas de l'Echelette ;
- Pas du Fau ;
- Pas Saint-Michel ;
- Rocher de la Grange.

### Hydrographie
La commune est arrosée par les cours d'eau suivants :
- la Drôme ;
- ruisseau de Saint-Sauveur ;
- ruisseau des Brandins ;
- ruisseau des Gorces ;
- ruisseau des Tessons.

### Climat
Pour des articles plus généraux, voir Climat d'Auvergne-Rhône-Alpes et Climat de la Drôme.
En 2010, le climat de la commune est de type climat méditerranéen altéré, selon une étude du CNRS s'appuyant sur une série de données couvrant la période 1971-2000. En 2020, Météo-France publie une typologie des climats de la France métropolitaine dans laquelle la commune est exposée à un climat de montagne ou de marges de montagne et est dans la région climatique Alpes du sud, caractérisée par une pluviométrie annuelle de 850 à 1 000 mm, minimale en été.
Pour la période 1971-2000, la température annuelle moyenne est de 12,9 °C, avec une amplitude thermique annuelle de 17 °C. Le cumul annuel moyen de précipitations est de 1 069 mm, avec 8 jours de précipitations en janvier et 5 jours en juillet. Pour la période 1991-2020, la température moyenne annuelle observée sur la station météorologique de Météo-France la plus proche, « Beaufort-S-Gervanne », sur la commune de Beaufort-sur-Gervanne à 10 km à vol d'oiseau, est de 12,8 °C et le cumul annuel moyen de précipitations est de 936,4 mm,. Pour l'avenir, les paramètres climatiques de la commune estimés pour 2050 selon différents scénarios d'émission de gaz à effet de serre sont consultables sur un site dédié publié par Météo-France en novembre 2022.

## Urbanisme

### Typologie
Au 1er janvier 2024, Aubenasson est catégorisée commune rurale à habitat très dispersé, selon la nouvelle grille communale de densité à 7 niveaux définie par l'Insee en 2022.
Elle est située hors unité urbaine et hors attraction des villes,.

### Occupation des sols
L'occupation des sols de la commune, telle qu'elle ressort de la base de données européenne d’occupation biophysique des sols Corine Land Cover (CLC), est marquée par l'importance des forêts et milieux semi-naturels (58 % en 2018), en diminution par rapport à 1990 (68,3 %). La répartition détaillée en 2018 est la suivante : forêts (55,4 %), zones agricoles hétérogènes (28 %), terres arables (7,4 %), prairies (4,7 %), espaces ouverts, sans ou avec peu de végétation (2,6 %), cultures permanentes (2 %). L'évolution de l’occupation des sols de la commune et de ses infrastructures peut être observée sur les différentes représentations cartographiques du territoire : la carte de Cassini (XVIIIe siècle), la carte d'état-major (1820-1866) et les cartes ou photos aériennes de l'IGN pour la période actuelle (1950 à aujourd'hui).

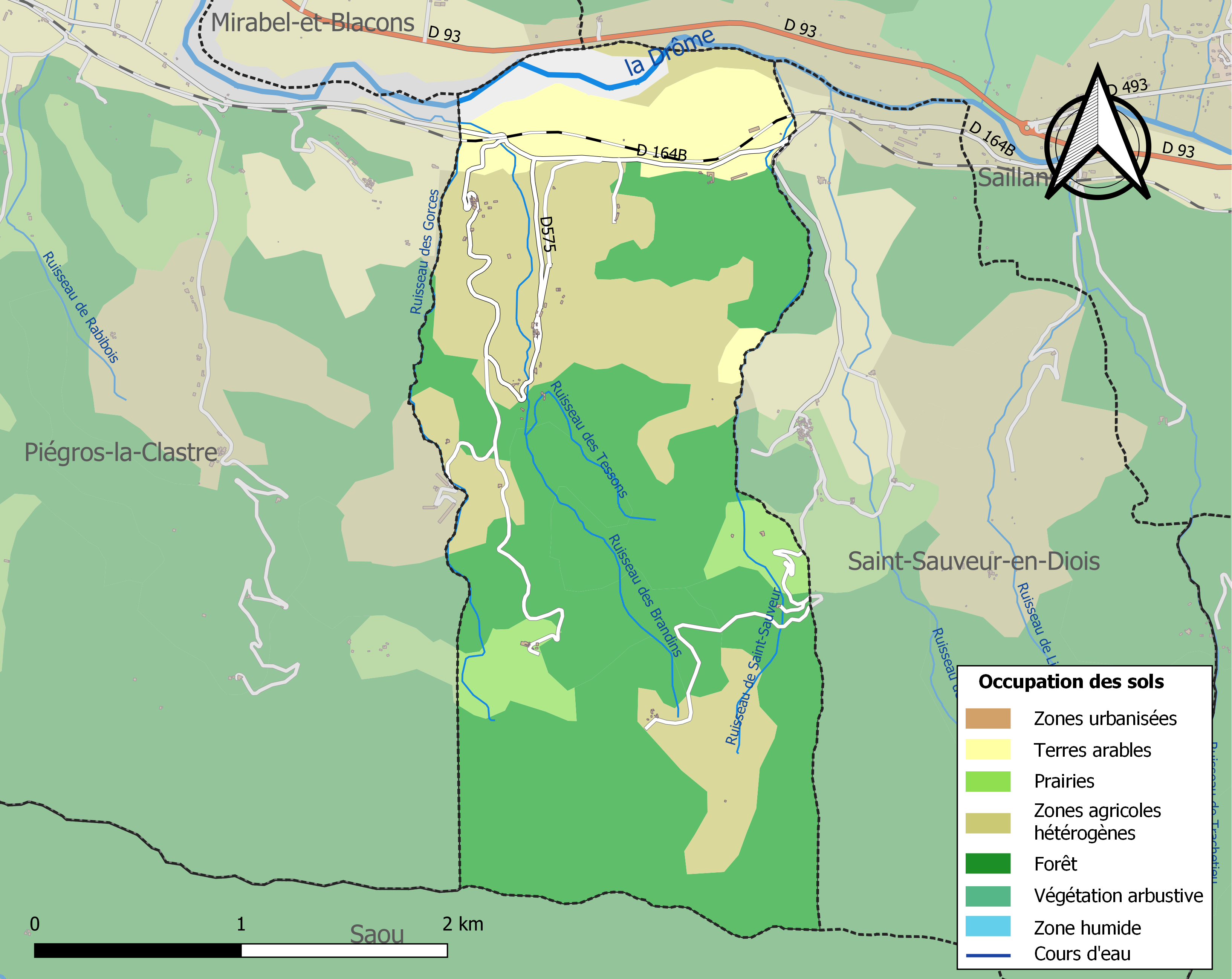
Carte des infrastructures et de l'occupation des sols de la commune en 2018 (CLC).

### Morphologie urbaine

#### Quartiers, hameaux et lieux-dits
Site Géoportail (carte IGN) :
- Bucherin
- Charbonnier
- Font de l'Agréou
- Font de la Tuile
- Font des Loups
- la Gaye
- la Grange
- la Meule
- la Pigne
- la Plaine
- le Château
- le Parc
- les Brandins
- les Cassous
- les Cogniers
- les Mouyons
- les Sagates
- Leygue
- Manobre
- Pey Fauchier
- Piarot
- Piquaussé
- Piqueballe
- Roury
- Saint-Jean
- Vincent

### Voies de communication et transports
La commune est desservie par les routes départementales D 164b et D 575.
Elle dispose d'un petit aérodrome.

## Toponymie
Ce toponyme occitan, suivant la norme mistralienne, devrait s'écrire Aubenassoun, mais en occitan classique il reste écrit comme en français.

### Attestations
Dictionnaire topographique du département de la Drôme,.
- 1350 : Albenassonum (archives de la Drôme, E 1077) / étudié par Ernest Nègre[15].
- 1391 : Albonesset (choix de documents, 214).
- XIVe siècle : mention du prieuré (filiation d'Aurillac) dont le titulaire avait la collation de la cure et les dîmes : prioratus de Albenassons (pouillé de Die).
- 1442 : Albenasso et Arbenassium (pouillé de Die)., 269).
- 1509 : mention du prieuré : ecclesia Sancti Johannis Daubenassons (visites épiscopales).
- 1516 : Albenacium (pouillé de Die).
- 1516 : mention du prieuré : prioratus Albenacii (visites épiscopales).
- 1576 : Aubenassons (visites épiscopales).
- 1598 : Oubenas (archives de la Drôme, E 2335).
- 1788 : Aubenas (Alman. du Dauphiné).
- 1891 : Aubenasson, commune du canton de Saillans.

### Étymologie
Ce toponyme devrait son nom à la fontaine intermittente située sur son territoire. Le vieux français a fourni les deux termes : le premier vient du latin albus « aube » (blanc, net, pur), le second du mot « nasse, nasson » qui avait le sens de pêcherie, vivier, eau.

## Histoire

### Antiquité: les Gallo-romains
Substructures et poteries romaines autour de l'église.

### Du Moyen Âge à la Révolution
La seigneurie :
- Au point de vue féodal, la terre (ou seigneurie) est un ancien fief des comtes de Diois[13].

XIIIe siècle : fief des comtes puis des évêques de Die.
- Elle passe aux Aubenasson[13].
- 1292 : passe aux Montoison[13].
- 1382 : passe (par alliance) aux Clermont[13].
- 1473 : passe (par achat) aux Lers[13].
- 1770 : passe (par achat) aux Mottet, derniers seigneurs[13]

Avant 1790, Aubenasson était une communauté de l'élection de Montélimar, subdélégation et sénéchaussée de Crest.

Elle formait une paroisse du diocèse de Die. Son église, dédiée à saint Jean-Baptiste, était celle d'un prieuré de l'ordre de Saint-Benoît.

## Politique et administration

### Liste des maires
| Période                                                                      | Période                      | Identité        | Étiquette        | Qualité                         |
| ---------------------------------------------------------------------------- | ---------------------------- | --------------- | ---------------- | ------------------------------- |
| Les données manquantes sont à compléter. : de la Révolution au Second Empire |                              |                 |                  |                                 |
| 1790                                                                         | 1871                         | ?               |                  |                                 |
| Les données manquantes sont à compléter. : depuis la fin du Second Empire    |                              |                 |                  |                                 |
| 1871                                                                         | 1874                         | ?               |                  |                                 |
| 1874                                                                         | 1878                         | ?               |                  |                                 |
| 1878                                                                         | 1884                         | ?               |                  |                                 |
| 1884                                                                         | 1888                         | ?               |                  |                                 |
| 1888                                                                         | 1892                         | ?               |                  |                                 |
| 1892                                                                         | 1896                         | ?               |                  |                                 |
| 1896                                                                         | 1900                         | ?               |                  |                                 |
| 1900                                                                         | 1904                         | ?               |                  |                                 |
| 1904                                                                         | 1908                         | ?               |                  |                                 |
| 1908                                                                         | 1912                         | ?               |                  |                                 |
| 1912                                                                         | 1919                         | ?               |                  |                                 |
| 1919                                                                         | 1925                         | ?               |                  |                                 |
| 1925                                                                         | 1929                         | ?               |                  |                                 |
| 1929                                                                         | 1935                         | ?               |                  |                                 |
| 1935                                                                         | 1945                         | ?               |                  |                                 |
| 1945                                                                         | 1947                         | ?               |                  |                                 |
| 1947                                                                         | 1953                         | ?               |                  |                                 |
| 1953                                                                         | 1959                         | ?               |                  |                                 |
| 1959                                                                         | 1965                         | ?               |                  |                                 |
| 1965                                                                         | 1971                         | ?               |                  |                                 |
| 1971                                                                         | 1977                         | ?               |                  |                                 |
| 1977                                                                         | 1983                         | ?               |                  |                                 |
| 1983                                                                         | 1989                         | ?               |                  |                                 |
| 1989                                                                         | 1995                         | ?               |                  |                                 |
| 1995                                                                         | 2001                         | ?               |                  |                                 |
| 2001                                                                         | 2008                         | Patrick Mercier |                  |                                 |
| 2008                                                                         | 2014                         | Pascal Moreau   | (sans étiquette) | professeur des écoles           |
| 2014                                                                         | 2020                         | Pascal Moreau   |                  | maire sortant                   |
| 2020                                                                         | En cours (au 5 janvier 2021) | Karine Poirée   | DVG              | adjointe technique territoriale |

## Population et société

### Démographie
L'évolution du nombre d'habitants est connue à travers les recensements de la population effectués dans la commune depuis 1793. Pour les communes de moins de 10 000 habitants, une enquête de recensement portant sur toute la population est réalisée tous les cinq ans, les populations de référence des années intermédiaires étant quant à elles estimées par interpolation ou extrapolation. Pour la commune, le premier recensement exhaustif entrant dans le cadre du nouveau dispositif a été réalisé en 2008.

En 2022, la commune comptait 76 habitants, en évolution de +13,43 % par rapport à 2016 (Drôme : +2,64 %, France hors Mayotte : +2,11 %).
| 1793 | 1800 | 1806 | 1821 | 1831 | 1836 | 1841 | 1846 | 1851 |
| ---- | ---- | ---- | ---- | ---- | ---- | ---- | ---- | ---- |
| 90   | 74   | 111  | 82   | 112  | 107  | 101  | 106  | 119  |

| 1856 | 1861 | 1866 | 1872 | 1876 | 1881 | 1886 | 1891 | 1896 |
| ---- | ---- | ---- | ---- | ---- | ---- | ---- | ---- | ---- |
| 102  | 104  | 104  | 105  | 100  | 85   | 88   | 82   | 80   |

| 1901 | 1906 | 1911 | 1921 | 1926 | 1931 | 1936 | 1946 | 1954 |
| ---- | ---- | ---- | ---- | ---- | ---- | ---- | ---- | ---- |
| 78   | 86   | 97   | 82   | 81   | 81   | 74   | 75   | 58   |

| 1962 | 1968 | 1975 | 1982 | 1990 | 1999 | 2006 | 2008 | 2013 |
| ---- | ---- | ---- | ---- | ---- | ---- | ---- | ---- | ---- |
| 64   | 53   | 46   | 38   | 28   | 30   | 58   | 66   | 67   |

| 2018 | 2022 | - | - | - | - | - | - | - |
| ---- | ---- | - | - | - | - | - | - | - |
| 77   | 76   | - | - | - | - | - | - | - |

### Enseignement
La commune relève de l'académie de Grenoble.

### Manifestations culturelles et festivités
- Fête le 24 juin[16].

### Loisirs
- Randonnées : sentiers pédestres[1].

### Sports
- Vol à voile sur l'aérodrome d’Aubenasson.

### Médias
Le territoire de la commune se situe dans l'aire de diffusion de plusieurs médias :
- Presse écrite
  - Le Crestois, hebdomadaire de la vallée de la Drôme.
  - Le Dauphiné libéré, quotidien régional qui consacre, chaque jour, y compris le dimanche, dans son édition de « Valence-Drôme » un ou plusieurs articles à l'actualité du canton et de la commune, ainsi que des informations sur les éventuelles manifestations locales, les travaux routiers, et autres événements divers à caractère local.
  - L'Agriculture Drômoise, journal d'informations agricoles et rurales, couvre l'ensemble du département de la Drôme.
  - Drôme Hebdo (ancien Peuple Libre), hebdomadaire chrétien d'informations.
- Presse audio-visuelle
  - Radio Saint Ferréol est une radio locale émise depuis Crest.
  - Ici Drôme Ardèche est une radio publique diffusée sur son territoire.

### Cultes
L'église paroissiale et la communauté catholique de la commune relèvent de la Paroisse Sainte Famille du Crestois dont la maison paroissiale est située à Crest. Cette paroisse est rattachée au diocèse de Valence.

## Économie

### Agriculture
En 1992 : pâturages, ovins et porcins, vin AOC (Clairette de Die), fromages de chèvre.

## Culture locale et patrimoine

### Lieux et monuments

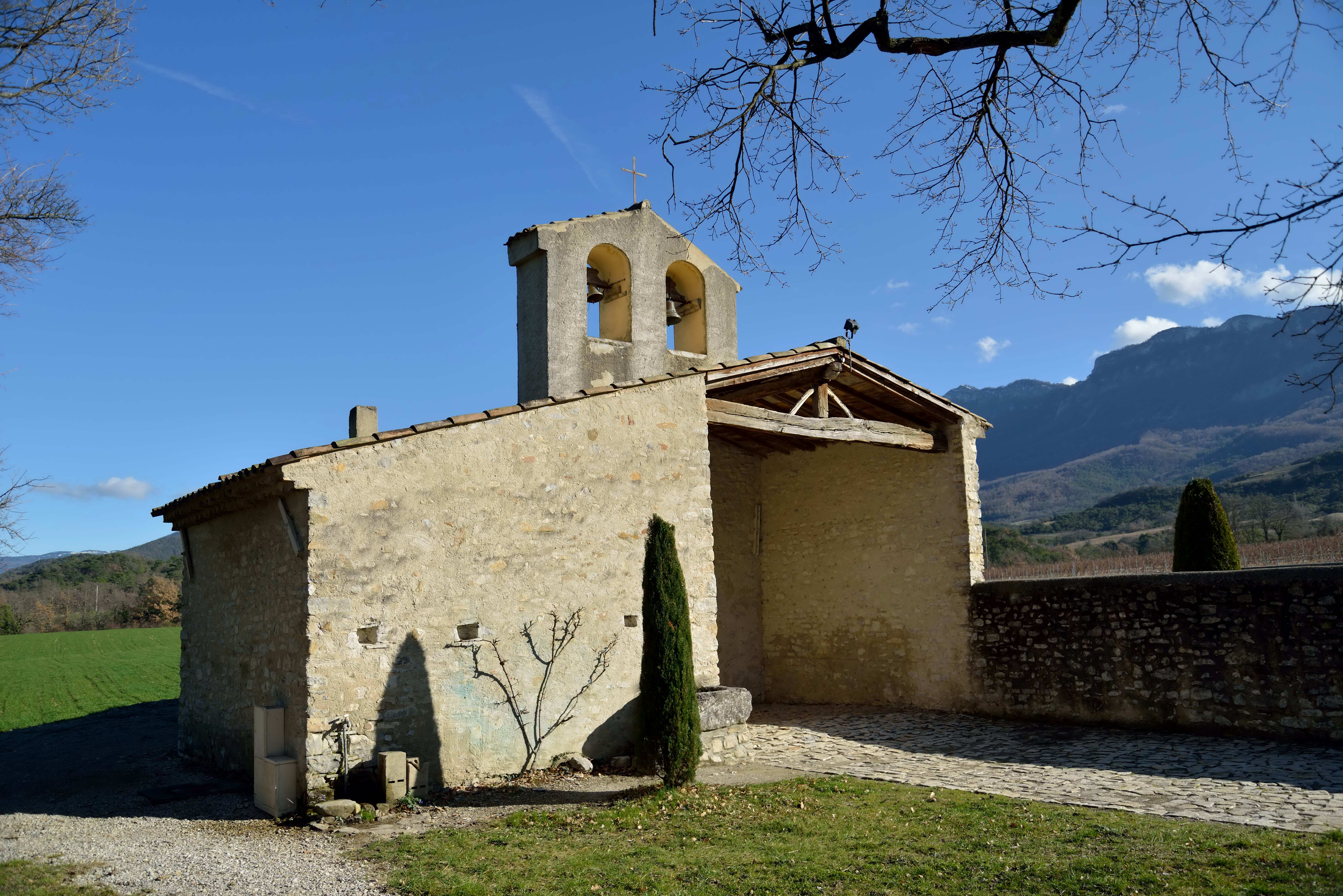
L'église.

- Village pittoresque : bel appareil de pierre ocre[16].
- Emplacement du château médiéval disparu.
- Cuve baptismale dans un cippe romain[16].
- Église Saint-Jean de Manobre.

### Patrimoine naturel
- Belle vallée boisée.
- Rocher de la Laveuse (1 244 m).

### Personnalités liées à la commune
- Gustave Jenin : militant communiste et résistant à La Chapelle-en-Vercors[réf. nécessaire].

### Héraldique, logotype et devise
|  | Aubenasson possède des armoiries dont l'origine et le blasonnement exact ne sont pas disponibles. |